# Wilhelm Pfanhauser senior

Wilhelm Pfanhauser senior, vor 1913 in Spital/Österreich.

Wilhelm Pfanhauser senior (* 21. Mai 1843 in Wien; † 11. Juni 1923 in Spital am Semmering) war ein österreichischer Galvanotechniker und Unternehmer.
Der Sohn des akademischen Malers Franz Pfanhauser besuchte die Oberrealschule, aber durch den plötzlichen Tod seines Vaters fehlten ihm die Mittel, an der Technischen Hochschule zu studieren.
Pfanhauser gründete am 1. Februar 1873 in Wien mit einem Gründungskapital von 314 Gulden, die er von seiner Mutter erhalten hatte, sein erstes Geschäft, das aus einem kleinen Zimmer als Verkaufsraum, Wohnzimmer und Küche bestand, und veröffentlichte am 1. April 1873 seine erste Preisliste für den Handel mit Kaliumzyanid, Kratzbürsten und anderen Hilfsgegenständen für Galvaniseure.
In den nächsten Jahren entwickelte er fertig präparierte Nickelsalze für eine weiße haftfeste elektrolytische Vernicklung und gab 1878 ein allgemein verständliches Buch über das Galvanisieren von Metallen heraus.
1881 eröffnete Georg Langbein in Deutschland ebenfalls eine galvanotechnische Fabrik. Pfanhauser war zwar schon fast 10 Jahre länger am Markt, ihm war aber – auch in Anbetracht steter Geldnot – klar, dass er seinen Konkurrenten nicht unterschätzen durfte. Um deutsche Kunden nicht zu verlieren, gründete er eine Filiale in Nürnberg, die später nach Berlin verlegt wurde. Pfanhausers Sohn Wilhelm Pfanhauser junior, der in Darmstadt Elektrochemie studiert hatte, übernahm später diese Berliner Filiale. Dieser war es auch, der 1906 Verhandlungen mit dem größten und erbittertsten Konkurrenten Langbein aufnahm, die 1907 in der Gründung der Langbein-Pfanhauser Werke in Leipzig gipfelten.

## Publikationen
- Praktische Anleitung zum Galvanisieren von Metallen. Wien 1878
- Die galvanische Metallplattirung und Galvanoplastik. Spielhagen u. Schurich, Wien 1890